# Vágmagyarád
Vágmagyarád (1899-ig Modorfalva, szlovákul Modranka, németül Moderdorf) Nagyszombat településrésze, a Nagyszombati kerület Nagyszombati járásában.

## Fekvése
Nagyszombat központjától 3 km-re délkeletre fekszik.

## Története
A régészeti leletek tanúsága szerint területén már a kőkorszak óta éltek emberek.
1256-ban „Mogorod” néven említik először. 1307-ben „Magarad”, 1335-ben „Magerad” alakban szerepel. A neve alapján eredetileg magyarok lakta település, Nagyszombat városának birtoka volt. Később lakosságban a németek kerültek többségbe. 1390-ben már „Mogordorf” néven említik. A település a 16. század óta kegyhely, akkor épült fel a keresztút, melyen 1543 után a Nagyszombatba költözött esztergomi káptalan prépostja vezetésével minden nagyhéten körmenet vonult végig a magyarádi kápolnáig. Kegyszobra a loretói Szűzanya másolata. 1650 és 1657 között Salgovich Ádám esztergomi kanonok a búcsújárás méreteihez méltó új templomot építtetett a nagyszombati egyetemi templom mintájára. 1667-ben, majd 1674-ben Nagyszombat városa a falut zálogba adta. A községet 1712-ben és 1802-ben súlyos tűzvész rombolta le, de többször pusztítottak itt árvízek és járványok is.
Vályi András szerint „MODERDORF. Tót falu Posony Várm. földes Ura Nagy Szombat Városa, lakosai katolikusok, fekszik Keresztúrhoz 1 órányira, ’s Tirnava vize keresztűl foly, határja jó, vagyonnyai külömbfélék, el adásra is van alkalmatos módgyok.”
Fényes Elek szerint „Modersdorf, tót falu, Poson, az uj rend szerint Nyitra vmegyében, N. Szombathoz 1/2 órányira. Számlál: 711 kath., 10 zsidó lak. Vizimalom; termékeny határ; erdő. F. u. N. Szombat városa.”
Pozsony vármegye monográfiája szerint "Modorfalva, mátyusföldi tót kisközség, 208 házzal és 1571, róm. kath. vallású lakossal. 1256-ban Villa Mogorod néven, 1307-ben pedig Poss. Magarad néven szerepel. 1335-ben Magerad és Magurad alakban Nagyszombat város birtokául van említve. A pápai tizedszedők jegyzékében ez a hajdan magyar község már Magerdorf német néven van följegyezve. Nagymartoni Pál országbírónak 1335-iki oklevelében Magyarád szerepel, de ugyanekkor elferdítve Balarad nevet is említenek az egykorú oklevelek. 1390-ben Mogordorf néven találjuk. Az úrbériség eltörléséig Nagyszombat város birtoka volt. 1712-ben az egész község leégett. 1802 augusztus 12-én az egész község leégett és csupán két háza maradt meg. 1805-ben, a franczia háború alatt, az itteni templomban 16000 mázsa lőport helyeztek el, mely 1808-ig ott hevert. A Szentháromság tiszteletére szentelt templomot 1650-ben Salgovich Ádám modorfalvi születésű esztergomi kanonok építtette. A Magdolna-kápolna 1634-ben már roskadozó állapotban volt, 1694-ben összedőlt, de 1747-ben újra épült. Hajdan búcsújáróhely volt. A község postája, távírója és vasúti állomása Nagyszombat. Ide tartozik egy malom is."
1910-ben 1662, többségben szlovák lakosa volt, jelentős magyar kisebbséggel. A trianoni békeszerződésig Pozsony vármegye Nagyszombati járásához tartozott. 1972-óta Nagyszombat város része.

## Nevezetességei
- A Szentháromság tiszteletére szentelt kegytemploma 1657-ben épült.
- Szent Mária Magdolna tiszteletére szentelt kápolnája 1630-ban épült. Miután 1694-ben összeomlott 1747-ben újjáépítették.

## Külső hivatkozások
- Nemhivatalos oldal
- Az ŠK Modranka futballklub honlapja
- Az ŠK Modranka Trnava tekecsapat honlapja
- Az alapiskola honlapja